# Liste der Monuments historiques in Rimaucourt
Die Liste der Monuments historiques in Rimaucourt führt die Monuments historiques in der französischen Gemeinde Rimaucourt auf.

## Liste der Immobilien
| Bezeichnung                 | Beschreibung                               | Standort                      | Kennzeichnung | Schutzstatus | Datum | Bild           |
| --------------------------- | ------------------------------------------ | ----------------------------- | ------------- | ------------ | ----- | -------------- |
| Kirche St-Pierre-et-St-Paul | ab dem 12. Jahrhundert                     | Rue du Général-Leclerc (Lage) | PA00079303    | Inscrit      | 1990  | weitere Bilder |
| Château de Rimaucourt       | ab der zweiten Hälfte des 16. Jahrhunderts | Rue du Général-Leclerc (Lage) | PA00079304    | Inscrit      | 1991  |                |

## Liste der Objekte
| Bezeichnung                                                              | Beschreibung                                                                                             | Standort                                  | Kennzeichnung | Schutzstatus | Datum | Bild |
| ------------------------------------------------------------------------ | --- | ----------------------------------------- | ------------- | ------------ | ----- | ---- |
| Gemälde Der heilige Josef und der Engel                                  | Ölfarbe auf Leinwand, 17. Jahrhundert                                                                    | in der Kirche St-Pierre-et-St-Paul (Lage) | PM52001036    | Classé       | 1979  |      |
| Hauptaltar                                                               | Altartisch und Tabernakel; Holz, 17. und 18. Jahrhundert                                                 | in der Kirche St-Pierre-et-St-Paul (Lage) | PM52001035    | Classé       | 1974  |      |
| Skulptur Paulus                                                          | Stein, farbig gefasst, weiß übertüncht, erste Hälfte des 17. Jahrhunderts                                | in der Kirche St-Pierre-et-St-Paul (Lage) | PM52001042    | Classé       | 1983  |      |
| Gemälde Anbetung der Könige                                              | Ölfarbe auf Leinwand, Anfang des 17. Jahrhunderts, Bernardino Cesari zugeschrieben                       | in der Kirche St-Pierre-et-St-Paul (Lage) | PM52001038    | Classé       | 1979  |      |
| Skulpturengruppe Heiliger Josef mit Jesusknaben                          | Stein, farbig gefasst, übertüncht, bezeichnet 1647                                                       | in der Kirche St-Pierre-et-St-Paul (Lage) | PM52001827    | Inscrit      | 1984  |      |
| Gemälde Stiftung des Rosenkranzes                                        | Ölfarbe auf Leinwand, 17. Jahrhundert                                                                    | in der Kirche St-Pierre-et-St-Paul (Lage) | PM52001039    | Classé       | 1979  |      |
| Skulptur Petrus                                                          | Stein, farbig gefasst, weiß übertüncht, um 1600                                                          | in der Kirche St-Pierre-et-St-Paul (Lage) | PM52001041    | Classé       | 1983  |      |
| Ziborium                                                                 | Silber, bezeichnet 1816                                                                                  | in der Kirche St-Pierre-et-St-Paul (Lage) | PM52001044    | Classé       | 1983  |      |
| Gemälde Porträt von Moïna de Salligny de San-Germano                     | Ölfarbe auf Leinwand, 19. Jahrhundert                                                                    | in der Kirche St-Pierre-et-St-Paul (Lage) | PM52001438    | Classé       | 2000  |      |
| Gemälde Christus erscheint der heiligen Johanna Franziska von Chantal    | Ölfarbe auf Leinwand, zweite Hälfte des 17. Jahrhunderts, aus dem Umfeld von Claude François (Frère Luc) | in der Kirche St-Pierre-et-St-Paul (Lage) | PM52001037    | Classé       | 1979  |      |
| Skulptur Madonna mit Kind                                                | Stein, farbig gefasst, Mitte des 16. Jahrhunderts                                                        | in der Kirche St-Pierre-et-St-Paul (Lage) | PM52001040    | Classé       | 1983  |      |
| Monstranz                                                                | Silber, vergoldet, bezeichnet 1851                                                                       | in der Kirche St-Pierre-et-St-Paul (Lage) | PM52001043    | Classé       | 1983  |      |
| Gemälde Porträt von Marie-Rose Anthoine de Saint-Joseph, duchesse Decrès | Ölfarbe auf Leinwand, nach 1820                                                                          | in der Kirche St-Pierre-et-St-Paul (Lage) | PM52001437    | Classé       | 2000  |      |